# Coupe d'Europe de ski alpin 2014-2015
Navigation
Édition précédente Édition suivante
La Coupe d'Europe de ski alpin 2014-2015 est la 44e édition de la Coupe d'Europe de ski alpin, compétition de ski alpin organisée annuellement. Elle se déroule du 20 novembre 2014 au 22 mars 2015.

## Déroulement de la saison

### Saison des messieurs
| \| Chamonix Crans-Montana Jaun Kranjska Gora Kühtai Lélex Obereggen Oberjoch Pozza di Fassa Reiteralm Saalbach San Vigilio Sella Nevea Val d'Isère Wengen Zauchensee \| Les sites des compétitions situés dans les Alpes |
| Chamonix Crans-Montana Jaun Kranjska Gora Kühtai Lélex Obereggen Oberjoch Pozza di Fassa Reiteralm Saalbach San Vigilio Sella Nevea Val d'Isère Wengen Zauchensee                                                        |

Les sites de compétition de Grandvalira-El Tarter (Pyrénées), Levi (Finlande) et Jasná (Basses Tatras) font également partie du calendrier. Des épreuves prévues à Reiteralm, Wengen, Kirchberg, Crans-Montana, 
Sella Nevea, Kühtai et Saalbach-Hinterglemm ont été annulées.

### Saison des dames
| \| Bad Wiessee Davos Hinterstoder Innerkrems Melchsee-Frutt Monte Pora St-Moritz San Candido San Vigilio Valtournenche Zell am See Zinal \| Les sites des compétitions situés dans les Alpes |
| Bad Wiessee Davos Hinterstoder Innerkrems Melchsee-Frutt Monte Pora St-Moritz San Candido San Vigilio Valtournenche Zell am See Zinal                                                        |

| \| Åre Hemsedal Kvitfjell Trysil \| Les sites des compétitions dans les pays nordiques |
| Åre Hemsedal Kvitfjell Trysil                                                          |

Les sites de compétition de Grandvalira-El Tarter (Pyrénées) font également partie du calendrier. Des épreuves prévues à Kvitfjell, Trysil, Åre, San Vigilio, Courchevel, Andalo, Saint-Moritz, Reiteralm, Innerkrems et Soldeu-El Tarter ont été annulées.

## Classement général
| Rang | Nom                   | Points | Victoire(s) | Podium(s) |
| ---- | --------------------- | ------ | ----------- | --------- |
| 1    | Riccardo Tonetti      | 654    | 2           | 4         |
| 2    | Thomas Mayrpeter      | 564    |             | 4         |
| 3    | Roland Leitinger      | 540    |             | 5         |
| 4    | Patrick Schweiger     | 519    | 3           | 3         |
| 5    | Rasmus Windingstad    | 516    | 1           | 4         |
| 6    | Dave Ryding           | 434    |             | 2         |
| 7    | Thomas Tumler         | 427    |             | 1         |
| 8    | Johannes Kröll        | 415    | 1           | 2         |
| 9    | Fernando Schmed       | 407    | 1           | 2         |
| 10   | Loïc Meillard         | 370    | 1           | 3         |
| 11   | Paolo Pangrazzi       | 369    |             |           |
| 12   | Daniel Danklmaier     | 352    | 1           | 1         |
| 13   | Cyprien Richard       | 349    | 2           | 2         |
| 14   | Bernhard Niederberger | 338    |             | 2         |
| 15   | Daniel Yule           | 329    | 2           | 3         |
| 16   | Marco Schwarz         | 327    | 1           | 2         |
| 17   | Markus Dürager        | 334    | 1           | 1         |
| 18   | Joachim Puchner       | 323    | 1           | 2         |
| 19   | Linus Strasser        | 316    | 1           | 1         |
| 20   | Mattia Casse          | 313    | 1           | 2         |

| Rang | Nom                 | Points | Victoire(s) | podium(s) |
| ---- | ------------------- | ------ | ----------- | --------- |
| 1    | Ricarda Haaser      | 793    | 3           | 6         |
| 2    | Ylva Stålnacke      | 578    | 2           | 5         |
| 3    | Jasmine Flury       | 557    | 3           | 4         |
| 4    | Lisa-Maria Zeller   | 531    |             | 2         |
| 5    | Marlene Schmotz     | 514    | 1           | 4         |
| 6    | Taina Barioz        | 494    | 1           | 3         |
| 7    | Karoline Pichler    | 480    | 2           | 5         |
| 8    | Katharina Truppe    | 477    | 1           | 1         |
| 9    | Romane Miradoli     | 462    | 1           | 2         |
| 10   | Ramona Siebenhofer  | 454    | 1           | 4         |
| 11   | Elisabeth Kappaurer | 453    |             |           |
| 12   | Rahel Kopp          | 450    |             |           |
| 13   | Anne-Sophie Barthet | 424    | 1           | 2         |
| 14   | Marion Pellissier   | 406    | 2           | 3         |
| 15   | Mina Fürst Holtmann | 383    |             | 2         |
| 16   | Tamara Tippler      | 382    | 1           | 3         |
| 17   | Nathalie Eklund     | 360    |             | 2         |
| 18   | Anna Swenn-Larsson  | 356    | 1           | 3         |
| 19   | Marion Bertrand     | 351    | 1           | 3         |
| 20   | Mirjam Puchner      | 342    |             | 2         |

## Classements de chaque discipline
Les noms en gras remportent les titres des disciplines.

### Descente
| Rang | Nom                 | Points | Victoire(s) | Podium(s) |
| ---- | ------------------- | ------ | ----------- | --------- |
| 1    | Joachim Puchner     | 323    | 1           | 2         |
| 2    | Markus Dürager      | 276    | 1           | 1         |
| 3    | Thomas Mayrpeter    | 265    |             | 1         |
| 4    | Johannes Kröll      | 273    | 1           | 2         |
| 5    | Mario Karelly       | 259    |             | 2         |
| 6    | Paolo Pangrazzi     | 240    |             |           |
| 7    | Andreas Sander      | 229    | 1           | 2         |
| 8    | Daniel Danklmaier   | 223    | 1           | 1         |
| 9    | Blaise Giezendanner | 220    |             | 2         |
| 10   | Patrick Schweiger   | 206    | 1           | 1         |

| Rang | Nom                   | Points | Victoire(s) | Podium(s) |
| ---- | --------------------- | ------ | ----------- | --------- |
| 1    | Ramona Siebenhofer    | 209    | 1           | 2         |
| 2    | Jasmine Flury         | 200    | 1           | 1         |
| 2    | Tamara Tippler        | 200    | 1           | 2         |
| 4    | Michaela Wenig        | 158    |             | 2         |
| 5    | Marion Pellissier     | 105    |             | 1         |
| 6    | Mina Fürst Holtmann   | 92     |             |           |
| 7    | Romane Miradoli       | 91     |             |           |
| 8    | Maria Therese Tviberg | 90     |             |           |
| 9    | Mirjam Puchner        | 80     |             | 1         |
| 10   | Kerstin Nicolussi     | 70     |             |           |

### Super G
| Rang | Nom                  | Points | Victoire(s) | Podium(s) |
| ---- | -------------------- | ------ | ----------- | --------- |
| 1    | Patrick Schweiger    | 295    | 2           | 2         |
| 2    | Thomas Mayrpeter     | 289    |             | 3         |
| 3    | Fernando Schmed      | 238    | 1           | 2         |
| 4    | Mattia Casse         | 216    | 1           | 2         |
| 5    | Felix Monsen         | 178    |             | 1         |
| 6    | Christopher Neumayer | 175    | 1           | 1         |
| 7    | Florian Scheiber     | 166    |             | 1         |
| 9    | Christian Walder     | 149    |             |           |
| 9    | Johannes Kröll       | 142    |             |           |
| 10   | Josef Ferstl         | 141    |             | 1         |

| Rang | Nom                   | Points | Victoire(s) | Podium(s) |
| ---- | --------------------- | ------ | ----------- | --------- |
| 1    | Romane Miradoli       | 315    | 1           | 2         |
| 2    | Jasmine Flury         | 280    | 2           | 3         |
| 3    | Mirjam Puchner        | 212    |             | 1         |
| 4    | Tamara Tippler        | 182    |             | 1         |
| 5    | Ramona Siebenhofer    | 165    |             | 1         |
| 5    | Nina Ortlieb          | 165    |             | 1         |
| 7    | Federica Sosio        | 163    |             | 1         |
| 8    | Mina Fürst Holtmann   | 162    |             | 2         |
| 9    | Lisa Magdalena Agerer | 155    | 1           | 1         |
| 10   | Marion Pellissier     | 151    | 1           | 1         |

### Géant
| Rang | Nom                | Points | Victoire(s) | Podium(s) |
| ---- | ------------------ | ------ | ----------- | --------- |
| 1    | Roland Leitinger   | 494    |             | 5         |
| 2    | Rasmus Windingstad | 402    | 1           | 3         |
| 3    | Loïc Meillard      | 370    | 1           | 3         |
| 4    | Cyprien Richard    | 349    | 2           | 2         |
| 5    | Dominik Schwaiger  | 310    |             | 2         |
| 6    | Thomas Tumler      | 275    |             | 1         |
| 7    | Gino Caviezel      | 248    |             | 1         |
| 8    | Marcus Monsen      | 200    |             |           |
| 9    | Phil Brown         | 196    | 1           | 2         |
| 10   | Samu Torsti        | 184    | 1           | 1         |

| Rang | Nom                 | Points | Victoire(s) | Podium(s) |
| ---- | ------------------- | ------ | ----------- | --------- |
| 1    | Ricarda Haaser      | 563    | 3           | 6         |
| 2    | Ylva Stålnacke      | 483    | 2           | 5         |
| 3    | Karoline Pichler    | 480    | 2           | 5         |
| 4    | Marion Bertrand     | 351    | 1           | 3         |
| 5    | Elisabeth Kappaurer | 296    |             |           |
| 6    | Simone Wild         | 290    |             |           |
| 7    | Morane Sandraz      | 274    |             | 1         |
| 8    | Taina Barioz        | 231    |             | 2         |
| 9    | Marie Massios       | 221    |             |           |
| 10   | Wendy Holdener      | 197    | 1           | 1         |

### Slalom
| Rang | Nom                   | Points | Victoire(s) | Podium(s) |
| ---- | --------------------- | ------ | ----------- | --------- |
| 1    | Riccardo Tonetti      | 440    | 2           | 3         |
| 2    | Dave Ryding           | 434    |             | 2         |
| 3    | Bernhard Niederberger | 336    |             | 2         |
| 4    | Daniel Yule           | 329    | 2           | 3         |
| 5    | Marco Schwarz         | 316    | 1           | 2         |
| 6    | Dominik Stehle        | 287    | 1           | 2         |
| 7    | Reto Schmidiger       | 268    |             |           |
| 8    | Linus Strasser        | 225    | 1           | 1         |
| 9    | Axel Bäck             | 207    | 1           | 2         |
| 10   | Cristian Deville      | 197    |             | 1         |

| Rang | Nom                | Points | Victoire(s) | Podium(s) |
| ---- | ------------------ | ------ | ----------- | --------- |
| 1    | Lisa-Maria Zeller  | 384    |             | 2         |
| 2    | Marlene Schmotz    | 312    | 1           | 3         |
| 2    | Katharina Truppe   | 312    | 1           | 1         |
| 4    | Anna Swenn-Larsson | 286    | 1           | 3         |
| 5    | Rahel Kopp         | 269    |             |           |
| 6    | Taina Barioz       | 263    |             | 1         |
| 7    | Marina Wallner     | 252    |             | 3         |
| 8    | Denise Feierabend  | 244    | 1           | 2         |
| 9    | Mireia Gutierrez   | 232    |             | 1         |
| 10   | Julia Dygruber     | 220    | 1           | 2         |

### Combiné
| Rang | Nom                | Points | Victoire(s) | Podium(s) |
| ---- | ------------------ | ------ | ----------- | --------- |
| 1    | Bjørnar Neteland   | 100    | 1           | 1         |
| 2    | Frederic Berthold  | 80     |             | 1         |
| 3    | Rasmus Windingstad | 60     |             | 1         |
| 4    | Bryce Bennett      | 50     |             |           |
| 5    | Nils Mani          | 45     |             |           |
| 6    | Thomas Dressen     | 40     |             |           |
| 7    | Vincent Kriechmayr | 36     |             |           |
| 8    | Thomas Tumler      | 32     |             |           |
| 9    | Matteo De Vettori  | 29     |             |           |
| 10   | Paolo Pangrazzi    | 26     |             |           |

| Rang | Nom                   | Points | Victoire(s) | Podium(s) |
| ---- | --------------------- | ------ | ----------- | --------- |
| 1    | Marion Pellissier     | 150    | 1           | 1         |
| 2    | Maria Therese Tviberg | 100    | 1           | 1         |
| 3    | Ramona Siebenhofer    | 80     |             | 1         |
| 3    | Lena Dürr             | 80     |             | 1         |
| 5    | Mina Fürst Holtmann   | 77     |             |           |
| 6    | Maren Skjøld          | 71     |             | 1         |
| 7    | Marlene Schmotz       | 60     |             | 1         |
| 8    | Ann Katrin Magg       | 53     |             |           |
| 9    | Elisabeth Kappaurer   | 50     |             |           |
| 9    | Mirjam Puchner        | 50     |             |           |

## Calendrier et résultats

### Messieurs
| N° | Lieu                  | Date             | Épreuve       | Vainqueur                                           | Deuxième                                            | Troisième                                           |  |
| -- | --------------------- | ---------------- | ------------- | --------------------------------------------------- | --------------------------------------------------- | --------------------------------------------------- |  |
| 1  | Levi                  | 20 novembre 2014 | Géant         | Samu Torsti                                         | Rasmus Windingstad                                  | Phil Brown Dominik Schwaiger                        |  |
| 2  | Levi                  | 21 novembre 2014 | Géant         | Phil Brown                                          | Elia Zurbriggen                                     | Roland Leitinger                                    |  |
| 3  | Levi                  | 22 novembre 2014 | Slalom        | Sebastian Foss Solevåg                              | Justin Murisier                                     | Aleksandr Khoroshilov                               |  |
| 4  | Levi                  | 23 novembre 2014 | Slalom        | Linus Strasser                                      | Calle Lindh                                         | Axel Bäck                                           |  |
| —  | Reiteralm             | 26 novembre 2014 | Super G       | Épreuves annulées, reportées à Saalbach-Hinterglemm | Épreuves annulées, reportées à Saalbach-Hinterglemm | Épreuves annulées, reportées à Saalbach-Hinterglemm |  |
| —  | Reiteralm             | 27 novembre 2014 | Super G       | Épreuves annulées, reportées à Saalbach-Hinterglemm | Épreuves annulées, reportées à Saalbach-Hinterglemm | Épreuves annulées, reportées à Saalbach-Hinterglemm |  |
| 5  | San Vigilio           | 15 décembre 2014 | City Event    | Truls Johansen                                      | AJ Ginnis                                           | Dave Ryding                                         |  |
| 6  | Nova Ponente          | 17 décembre 2014 | Slalom        | Axel Bäck                                           | Markus Larsson                                      | Stefano Gross                                       |  |
| 7  | Pozza di Fassa        | 18 décembre 2014 | Géant         | Rasmus Windingstad                                  | Thomas Tumler                                       | Dominik Schwaiger                                   |  |
| 8  | Pozza di Fassa        | 19 décembre 2014 | Slalom        | Mattias Hargin                                      | Stefano Gross                                       | Daniel Yule                                         |  |
| 9  | Chamonix              | 2 janvier 2015   | Slalom        | Daniel Yule                                         | Dave Ryding                                         | Philipp Schmid                                      |  |
| 10 | Chamonix              | 3 janvier 2015   | Slalom        | Daniel Yule                                         | Julien Lizeroux                                     | Dominik Stehle                                      |  |
| 11 | Wengen                | 8 janvier 2015   | Descente      | Patrick Schweiger                                   | Thomas Mayrpeter                                    | Josef Ferstl                                        |  |
| —  | Wengen                | 9 janvier 2016   | Descente      | Épreuves annulées, reportées à Val d'Isère          | Épreuves annulées, reportées à Val d'Isère          | Épreuves annulées, reportées à Val d'Isère          |  |
| 12 | Altenmarkt-Zauchensee | 15 janvier 2015  | Descente      | Joachim Puchner                                     | Andrew Weibrecht                                    | Mario Karelly                                       |  |
| 13 | Altenmarkt-Zauchensee | 16 janvier 2015  | Descente      | Markus Dürager                                      | Andreas Sander                                      | Andrew Weibrecht                                    |  |
| —  | Kirchberg             | 17 janvier 2015  | Géant         | Épreuves annulées                                   | Épreuves annulées                                   | Épreuves annulées                                   |  |
| —  | Kirchberg             | 18 janvier 2015  | Slalom        | Épreuves annulées                                   | Épreuves annulées                                   | Épreuves annulées                                   |  |
| 14 | Val d'Isère           | 21 janvier 2015  | Descente      | Daniel Danklmaier                                   | Mario Karelly                                       | Ralph Weber                                         |  |
| 15 | Val d'Isère           | 22 janvier 2015  | Descente      | Ralph Weber                                         | Blaise Giezendanner                                 | Nils Mani                                           |  |
| 16 | Val d'Isère           | 23 janvier 2015  | Super G       | Christopher Neumayer                                | Felix Monsen                                        | Thomas Mayrpeter                                    |  |
| 17 | Lélex                 | 26 janvier 2015  | Géant         | Cyprien Richard                                     | Roland Leitinger                                    | Gino Caviezel                                       |  |
| 18 | Lélex                 | 27 janvier 2015  | Géant         | Matts Olsson                                        | Mathieu Faivre                                      | Roland Leitinger                                    |  |
| 19 | Crans-Montana         | 28 janvier 2015  | Géant         | Loïc Meillard                                       | Roland Leitinger                                    | Rasmus Windingstad                                  |  |
| —  | Crans-Montana         | 29 janvier 2015  | Super G       | Épreuves annulées                                   | Épreuves annulées                                   | Épreuves annulées                                   |  |
| —  | Crans-Montana         | 30 janvier 2015  | Combiné alpin | Épreuves annulées                                   | Épreuves annulées                                   | Épreuves annulées                                   |  |
| 20 | Sella Nevea           | 3 février 2015   | Descente      | Johannes Kröll                                      | Vincent Kriechmayr                                  | Blaise Giezendanner                                 |  |
| 21 | Sella Nevea           | 4 février 2015   | Combiné alpin | Bjørnar Neteland                                    | Frederic Berthold                                   | Rasmus Windingstad                                  |  |
| —  | Sella Nevea           | 6 février 2015   | Super G       | Épreuves annulées reportées à Sella Nevea           | Épreuves annulées reportées à Sella Nevea           | Épreuves annulées reportées à Sella Nevea           |  |
| 22 | Oberjoch              | 9 février 2015   | Géant         | Alexander Schmid                                    | Loïc Meillard                                       | Manuel Pleisch                                      |  |
| 23 | Oberjoch              | 10 février 2015  | Slalom        | Dominik Stehle                                      | Riccardo Tonetti                                    | Cristian Deville                                    |  |
| —  | Kühtai                | 12 février 2015  | Géant         | Épreuves annulées                                   | Épreuves annulées                                   | Épreuves annulées                                   |  |
| —  | Kühtai                | 13 février 2015  | Slalom        | Épreuves annulées                                   | Épreuves annulées                                   | Épreuves annulées                                   |  |
| 24 | Jaun                  | 21 février 2015  | Slalom        | Riccardo Tonetti                                    | Mark Engel                                          | Marco Schwarz                                       |  |
| 25 | Jaun                  | 22 février 2015  | Slalom        | Marco Schwarz                                       | Bernhard Niederberger                               | Ramon Zenhäusern                                    |  |
| —  | Saalbach-Hinterglemm  | 24 février 2015  | Super G       | Épreuves annulées reportées à Grandvalira           | Épreuves annulées reportées à Grandvalira           | Épreuves annulées reportées à Grandvalira           |  |
| 26 | Saalbach-Hinterglemm  | 25 février 2015  | Super G       | Patrick Schweiger                                   | Mattia Casse                                        | Aleksander Aamodt Kilde                             |  |
| 27 | Sella Nevea           | 26 février 2015  | Super G       | Fernando Schmed                                     | Thomas Mayrpeter                                    | Florian Scheiber                                    |  |
| 28 | Jasná                 | 9 février 2015   | Géant         | Cyprien Richard                                     | Roland Leitinger                                    | Greg Galeotti                                       |  |
| 29 | Jasná                 | 10 février 2015  | Géant         | Adam Žampa                                          | Greg Galeotti                                       | Loïc Meillard                                       |  |
| 30 | Kranjska Gora         | 21 février 2015  | Slalom        | Riccardo Tonetti                                    | Bernhard Niederberger Michael Matt                  |                                                     |  |
| 31 | Grandvalira           | 21 mars 2015     | Super G       | Patrick Schweiger                                   | Fernando Schmed                                     | Riccardo Tonetti                                    |  |
| 32 | Soldeu                | 20 mars 2015     | Descente      | Andreas Sander                                      | Joachim Puchner                                     | Johannes Kröll                                      |  |
| 33 | Soldeu                | 22 mars 2015     | Super G       | Mattia Casse                                        | Thomas Mayrpeter                                    | Josef Ferstl                                        |  |

### Dames
| N° | Lieu           | Date              | Épreuve       | Vainqueur                                    | Deuxième                                     | Troisième                                    |
| -- | -------------- | ----------------- | ------------- | -------------------------------------------- | -------------------------------------------- | -------------------------------------------- |
| —  | Åre            | 22 novembre 2014  | Slalom        | Épreuves annulées, reportées à Hemsedal      | Épreuves annulées, reportées à Hemsedal      | Épreuves annulées, reportées à Hemsedal      |
| —  | Åre            | 23 novembre 2014  | Slalom        | Épreuves annulées, reportées à Hemsedal      | Épreuves annulées, reportées à Hemsedal      | Épreuves annulées, reportées à Hemsedal      |
| —  | Trysil         | 25 novembre 2014  | Géant         | Épreuves annulées, reportées à Hemsedal      | Épreuves annulées, reportées à Hemsedal      | Épreuves annulées, reportées à Hemsedal      |
| —  | Trysil         | 26 novembre 2014  | Slalom        | Épreuves annulées, reportées à Zinal         | Épreuves annulées, reportées à Zinal         | Épreuves annulées, reportées à Zinal         |
| —  | Kvitfjell      | 28 novembre 2014  | Géant         | Épreuve annulée                              | Épreuve annulée                              | Épreuve annulée                              |
| —  | Kvitfjell      | 29 novembre 2014  | Combiné alpin | Épreuve annulée                              | Épreuve annulée                              | Épreuve annulée                              |
| —  | Kvitfjell      | 30 novembre 2014  | Super G       | Épreuve annulée                              | Épreuve annulée                              | Épreuve annulée                              |
| 1  | Hemsedal       | 1er décembre 2014 | Géant         | Karoline Pichler                             | Ricarda Haaser                               | Lisa Blomqvist                               |
| 2  | Hemsedal       | 2 décembre 2014   | Géant         | Karoline Pichler                             | Lisa Blomqvist                               | Ricarda Haaser                               |
| —  | Hemsedal       | 3 décembre 2014   | Descente      | Épreuve annulée                              | Épreuve annulée                              | Épreuve annulée                              |
| 3  | Hemsedal       | 3 décembre 2014   | Slalom        | Lisa Blomqvist                               | Julia Dygruber                               | Nadja Vogel                                  |
| —  | Hemsedal       | 4 décembre 2014   | Descente      | Épreuve annulée                              | Épreuve annulée                              | Épreuve annulée                              |
| 4  | Hemsedal       | 4 décembre 2014   | Slalom        | Julia Dygruber                               | Marlene Schmotz                              | Charlotte Chable                             |
| —  | Andalo         | 11 décembre 2014  | Géant         | Épreuves annulées, reportées à Valtournenche | Épreuves annulées, reportées à Valtournenche | Épreuves annulées, reportées à Valtournenche |
| —  | Andalo         | 12 décembre 2014  | Géant         | Épreuve annulée                              | Épreuve annulée                              | Épreuve annulée                              |
| —  | San Vigilio    | 13 décembre 2014  | City Event    | Épreuves annulées                            | Épreuves annulées                            | Épreuves annulées                            |
| 5  | Zinal          | 15 décembre 2014  | Slalom        | Nastasia Noens                               | Sara Hector                                  | Christina Ager                               |
| 6  | Zinal          | 16 décembre 2014  | Slalom        | Marlene Schmotz                              | Anna Swenn-Larsson                           | Marina Wallner                               |
| —  | Courchevel     | 16 décembre 2014  | Géant         | Épreuves annulées, reportées à Valtournenche | Épreuves annulées, reportées à Valtournenche | Épreuves annulées, reportées à Valtournenche |
| —  | Courchevel     | 17 décembre 2014  | Géant         | Épreuve annulée, reportées à Zinal           | Épreuve annulée, reportées à Zinal           | Épreuve annulée, reportées à Zinal           |
| 7  | Valtournenche  | 18 décembre 2014  | Géant         | Ylva Stålnacke                               | Karoline Pichler                             | Ricarda Haaser                               |
| 8  | Valtournenche  | 16 décembre 2014  | Géant         | Ylva Stålnacke                               | Karoline Pichler                             | Marion Bertrand                              |
| 9  | Zinal          | 6 janvier 2015    | Géant         | Ricarda Haaser                               | Karoline Pichler                             | Morane Sandraz                               |
| 10 | Zinal          | 7 janvier 2015    | Géant         | Ricarda Haaser                               | Sara Hector                                  | Marion Bertrand                              |
| 11 | Melchsee-Frutt | 8 janvier 2015    | Slalom        | Katharina Truppe                             | Veronika Velez Zuzulová                      | Michelle Gisin                               |
| 12 | Melchsee-Frutt | 9 janvier 2015    | Slalom        | Anne-Sophie Barthet                          | Taina Barioz                                 | Marina Wallner                               |
| —  | Saint-Moritz   | 16 janvier 2015   | Descente      | Épreuves annulées                            | Épreuves annulées                            | Épreuves annulées                            |
| —  | Saint-Moritz   | 17 janvier 2015   | Descente      | Épreuves annulées                            | Épreuves annulées                            | Épreuves annulées                            |
| —  | Saint-Moritz   | 18 janvier 2015   | Super-G       | Épreuves annulées                            | Épreuves annulées                            | Épreuves annulées                            |
| 13 | Zell am See    | 20 janvier 2015   | Slalom        | Šárka Strachová                              | Anna Swenn-Larsson                           | Marie-Michèle Gagnon                         |
| 14 | Zell am See    | 21 janvier 2015   | Géant         | Kathrin Zettel                               | Ylva Stålnacke                               | Eva-Maria Brem                               |
| 15 | Zell am See    | 22 janvier 2015   | Géant         | Wendy Holdener                               | Taina Barioz                                 | Stephanie Brunner                            |
| —  | Innerkrems     | 23 janvier 2015   | Super-G       | Épreuve annulée, reportées à Hinterstoder    | Épreuve annulée, reportées à Hinterstoder    | Épreuve annulée, reportées à Hinterstoder    |
| —  | Innerkrems     | 24 janvier 2015   | Combiné alpin | Épreuve annulée, reportées à Hinterstoder    | Épreuve annulée, reportées à Hinterstoder    | Épreuve annulée, reportées à Hinterstoder    |
| —  | Innerkrems     | 28 janvier 2015   | Descente      | Épreuve annulée, reportées à Hinterstoder    | Épreuve annulée, reportées à Hinterstoder    | Épreuve annulée, reportées à Hinterstoder    |
| —  | Innerkrems     | 29 janvier 2015   | Descente      | Épreuve annulée, reportées à Hinterstoder    | Épreuve annulée, reportées à Hinterstoder    | Épreuve annulée, reportées à Hinterstoder    |
| 16 | Hinterstoder   | 28 janvier 2015   | Super-G       | Marion Pellissier                            | Romane Miradoli                              | Tamara Tippler                               |
| 17 | Hinterstoder   | 28 janvier 2015   | Descente      | Jasmine Flury                                | Mirjam Puchner                               | Tamara Tippler                               |
| 17 | Hinterstoder   | 29 janvier 2015   | Super-G       | Jasmine Flury                                | Mirjam Puchner                               | Anna Hofer                                   |
| 18 | Hinterstoder   | 29 janvier 2015   | Combiné alpin | Marion Pellissier                            | Lena Dürr                                    | Maren Skjøld                                 |
| 19 | San Candido    | 4 février 2015    | Géant         | Ricarda Haaser                               | Anne-Sophie Barthet                          | Ylva Stålnacke                               |
| 20 | San Candido    | 5 février 2015    | Slalom        | Charlotta Säfvenberg                         | Nathalie Eklund                              | Denise Feierabend                            |
| 21 | Davos          | 16 février 2015   | Super-G       | Romane Miradoli                              | Federica Sosio                               | Ramona Siebenhofer                           |
| 22 | Davos          | 17 février 2015   | Super-G       | Jasmine Flury                                | Nina Ortlieb                                 | Mina Fürst Holtmann                          |
| 23 | Bad Wiessee    | 19 février 2015   | Slalom        | Chiara Costazza                              | Maren Wiesler                                | Mireia Gutiérrez                             |
| 24 | Bad Wiessee    | 20 février 2015   | Slalom        | Denise Feierabend                            | Lisa-Maria Zeller                            | Marlene Schmotz                              |
| 25 | Monte Pora     | 26 février 2015   | Slalom        | Anna Swenn-Larsson                           | Nathalie Eklund                              | Laurie Mougel Lisa-Maria Zeller              |
| 26 | Monte Pora     | 27 février 2015   | Géant         | Marion Bertrand                              | Ylva Stålnacke                               | Taïna Barioz                                 |
| 27 | Soldeu         | 19 mars 2015      | Combiné alpin | Maria Therese Tviberg                        | Ramona Siebenhofer                           | Marlene Schmotz                              |
| 28 | Soldeu         | 19 mars 2015      | Descente      | Ramona Siebenhofer                           | Michaela Wenig                               | Marion Pellissier                            |
| —  | Soldeu         | 20 mars 2015      | Descente      | Épreuve annulée                              | Épreuve annulée                              | Épreuve annulée                              |
| 29 | Soldeu         | 21 mars 2015      | Descente      | Tamara Tippler                               | Ramona Siebenhofer                           | Michaela Wenig                               |
| 30 | Soldeu         | 22 mars 2015      | Super-G       | Lisa Magdalena Agerer                        | Jasmine Flury                                | Mina Fürst Holtmann                          |